# Popoh (Wonoayu)
Popoh is een bestuurslaag in het regentschap Sidoarjo van de provincie Oost-Java, Indonesië. Popoh telt 3244 inwoners (volkstelling 2010).